# Fox Networks Group
Fox Networks Group (FNG) — дочірня компанія The Walt Disney Company. З 1993 року компанія розробляє, створює та розповсюджує розважальні, документальні, спортивні та кіноканали в Європі, Африці, Латинській Америці та Азії. У портфоліо компанії такі відомі телевізійні бренди, як Fox, Fox Life, Fox Crime, FX, National Geographic Channel, National Geographic Wild, The History Channel, Baby TV та інші.
Компанія почала розповсюдження каналів Fox Life HD, Next HD, National Geographic Channel HD і Fox Mobile TV у форматі HD і для мобільних телефонів. Fox International Channels має понад 350 мільйонів домогосподарств у всьому світі.